# Kagemand

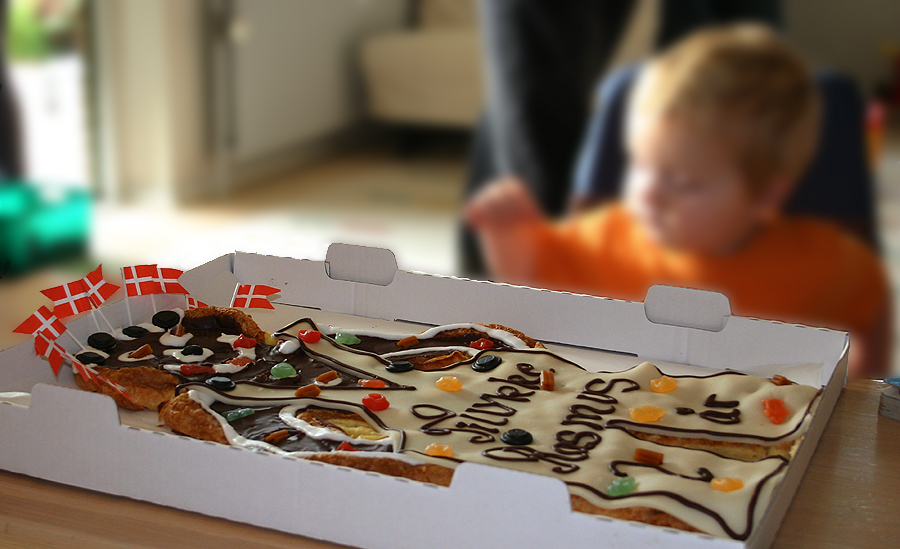
Kagemand

Kagemand (significando homem bolo, em Dinamarquês) é um bolo típico da culinária da Dinamarca. É feito com a forma de uma moça com um vestido ou com a forma de um rapaz.
É normalmente consumido em festas de aniversário de crianças, sendo frequentemente decorado com açúcar colorido, maçapão e caramelo, de forma a que tenha rosto, cabelo e roupa. Por vezes, são também usadas guloseimas de alcaçuz para formar o cabelo, em vermelho ou em castanho, ou para dar ao kagemand o aspecto que a criança mais gostar.
É tradição começar por cortar o bolo no pescoço, enquanto toda a gente na festa grita.